# Geroa Bai
Geroa Bai ou GBai en français : « Oui au futur » est une coalition politique basque créée en 2011 dans la communauté forale de Navarre en Espagne pour les élections aux Cortes.

## Composition
Ses deux principales composantes sont le Parti nationaliste basque (PNV) et Geroa Socialverdes, auxquelles s’ajoutent Atarrabia Taldea et Zabaltzen.

## Histoire

### Fondation
En 2003, une coalition appelée Nafarroa Bai voit le jour entre le Parti nationaliste basque, Aralar, Eusko Alkartasuna et Batzarre. Rejointe par des membres indépendants, elle se présente à toutes les élections en Navarre jusqu'en 2011. La préparation des élections législatives amènent à des dissensions au sein de la coalition dont se séparent Eusko Alkartasuna et Batzarre, ainsi qu'Aralar qui décide de rejoindre la coalition Amaiur.
Le 29 septembre 2011, la nouvelle coalition appelée « Geroa Bai » est donc créée. Lors des élections législatives du 20 novembre 2011, Geroa Bai obtient 12,81 % des voix en Navarre et fait élire au Congrès des députés, Uxue Barkos, élue sortante de Nafarroa Bai.

### Élections au Parlement de Navarre de 2015
Le 24 mai 2015, lors des élections au Parlement de Navarre, la coalition obtient 15,83 % des voix et neuf députés, ce qui la place en deuxième position derrière l'Union du peuple navarrais. Après la conclusion d'un accord avec Euskal Herria Bildu et la coalition de Izquierda-Ezkerra et grâce au soutien de Podemos, Uxue Barkos est élue présidente de la communauté forale de Navarre le 20 juillet suivant.

### Élections générales de 2015 et 2016
La participation de Geroa Bai est marquée par un échec lors des élections générales du 20 décembre 2015, où la coalition ne totalise que 8,67 % des voix et perd son unique siège de député, et plus encore à l'issue des élections anticipées du 26 juin 2016, où son score tombe à 4,28 %.

## Résultats électoraux

### Élections générales
| Année   | Voix   | %     | Sièges | Rang |
| ------- | ------ | ----- | ------ | ---- |
| 2011    | 42 415 | 12,81 | 1 / 5  | 4e   |
| 2015    | 30 642 | 8,67  | 0 / 5  | 5e   |
| 2016    | 14 289 | 4,28  | 0 / 5  | 6e   |
| 04/2019 | 22 309 | 6,06  | 0 / 5  | 5e   |
| 11/2019 | 12 709 | 3,79  | 0 / 5  | 6e   |
| 2023    | 9 938  | 2,91  | 0 / 5  | 7e   |

### Élections navarraises
| Année | Cheffe de file | Voix   | %     | Sièges | Rang | Gouvernement |
| ----- | -------------- | ------ | ----- | ------ | ---- | ------------ |
| 2015  | Uxue Barkos    | 53 497 | 15,83 | 9 / 50 | 2e   | Barkos       |
| 2019  | Uxue Barkos    | 60 323 | 17,32 | 9 / 50 | 3e   | Chivite I    |
| 2023  | Uxue Barkos    | 43 660 | 13,23 | 7 / 50 | 4e   | Chivite II   |